# 피에르 잘버트
피에르 잘버트(Pierre Jalbert, 1925년 1월 9일 ~ 2014년 1월 22일)는 캐나다의 배우, 텔레비전 배우이다.
퀘벡에서 태어났으며 로스앤젤레스에서 사망하였다. 사인은 심근 경색이다.

## 영화
- 최후의 임무 (1980년)
- 에어포트 79 (1979년)
- 전투 - 컬러판 (1962년)
- 전투 (1962년)